# Llangardaix negre
El llargandaix negre (Gallotia galloti) és una espècie de sauròpsid (rèptil) escatós endèmica de les illes de Tenerife i La Palma. A La Gomera i El Hierro es troba l'espècie Gallotia caesaris o petit llargandaix de les Canàries.

## Descripció
Els mascles són una mica més grans que les femelles i posseeixen una taca blava a la cara (sobretot en la subespècie del Nord de Tenerife: G. g. Eisentrauti, però no apareix aquesta taca en els mascles de la subespècie del Sud de l'illa : G. g. galloti), que s'intensifica en l'època de zel. Les femelles i joves tenen coloració més críptica, existint almenys dos patrons diferents: un amb dues línies de color marró clar al dors i un altre més clapejat, sense línies diferenciades. Els mascles poden arribar fins als 30 centímetres de llarg. Iris de color groc intens.
Es diferencien d'altres espècies de Gallotia, entre altres coses, pel nombre de fileres longitudinals a la cara ventral de l'animal (12-14)
La longitud del cap i el cos arriba 145 mm en mascles i 133,2 mm en femelles. El seu collaret és llis amb bandes fosques. Coll negre fosc en mascles.

## Comportament

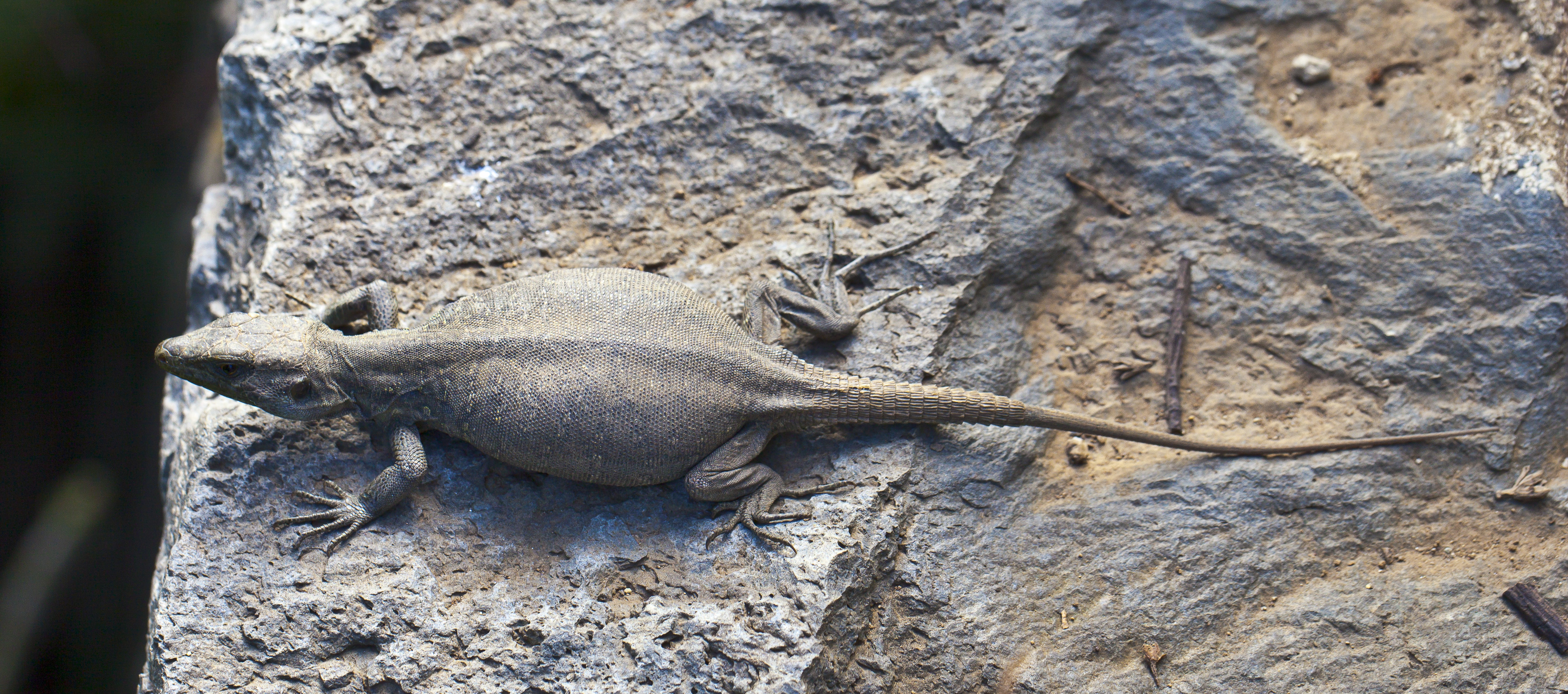
Femella a punt de pondre.

La seva alimentació es basa en plantes i insectes. L'època reproductiva comença a la primavera (abril a juny), l'embrió roman dins de la femella un mes i, després de la posta -en terra- les cries triguen dos mesos més en descloure, a finals d'agost- principis de setembre, quan es comencen a poder detectar els joves llangardaixos.

## Subespècies
Aquesta espècie es divideix en subespècies:
- Gallotia galloti galloti, pròpia del centre i sud de Tenerife.
- Gallotia galloti eisentrauti, al nord de Tenerife.
- Gallotia galloti insulanagae, al Massís d'Anaga. (Tenerife)
- Gallotia galloti palmae, a La Palma.

## Hàbitat
El llangardaix negre es troba en zones pedregoses, especialment en parets de roques. Es troba en molt diversos hàbitats, des de les costes i el cardonal-tabaibal fins a l'alta muntanya, exceptuant el bosc de laurisilva.

## Conservació i amenaces
Aquesta espècie no es troba en perill d'extinció, però és endèmica de les illes i pertany a un gènere endèmic de les Canàries. Algunes espècies properes s'han extingit, com Gallotia goliath (El llangardaix gegant més gran que ha existit a Canàries) i altres han estat a prop de la desaparició, com el llangardaix gegant d'El Hierro (Gallotia simonyi) críticament amenaçat.
El llangardaix negre freqüenta els cultius de vinya, per alimentar-se de raïm, raó per la qual se'ls persegueix. Els gats i les rates, introduïts per l'home a les Canàries, cacen els llangardaixos i minven la seva població.

## Galeria

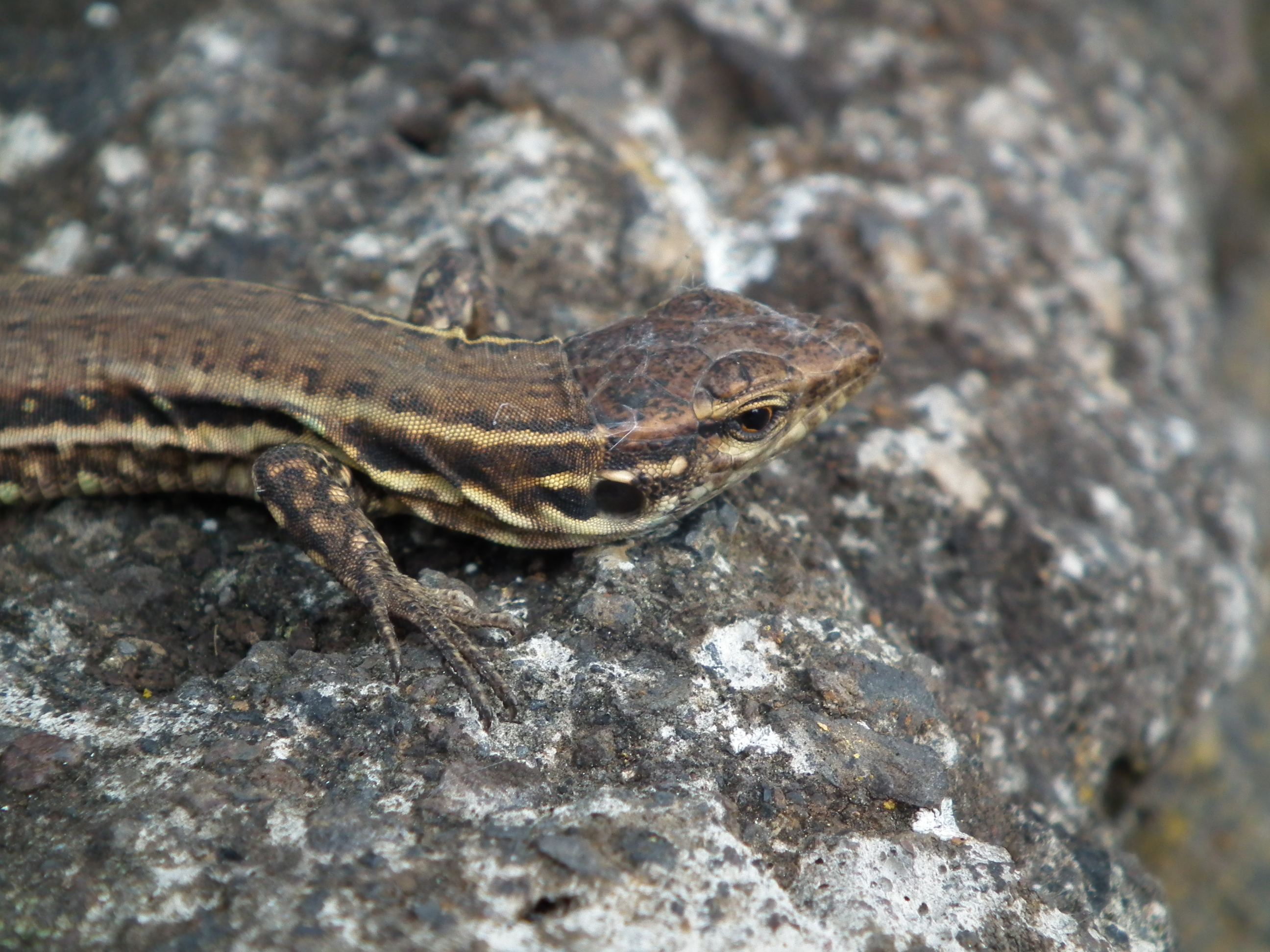
Jove femella de G. galloti palmae.
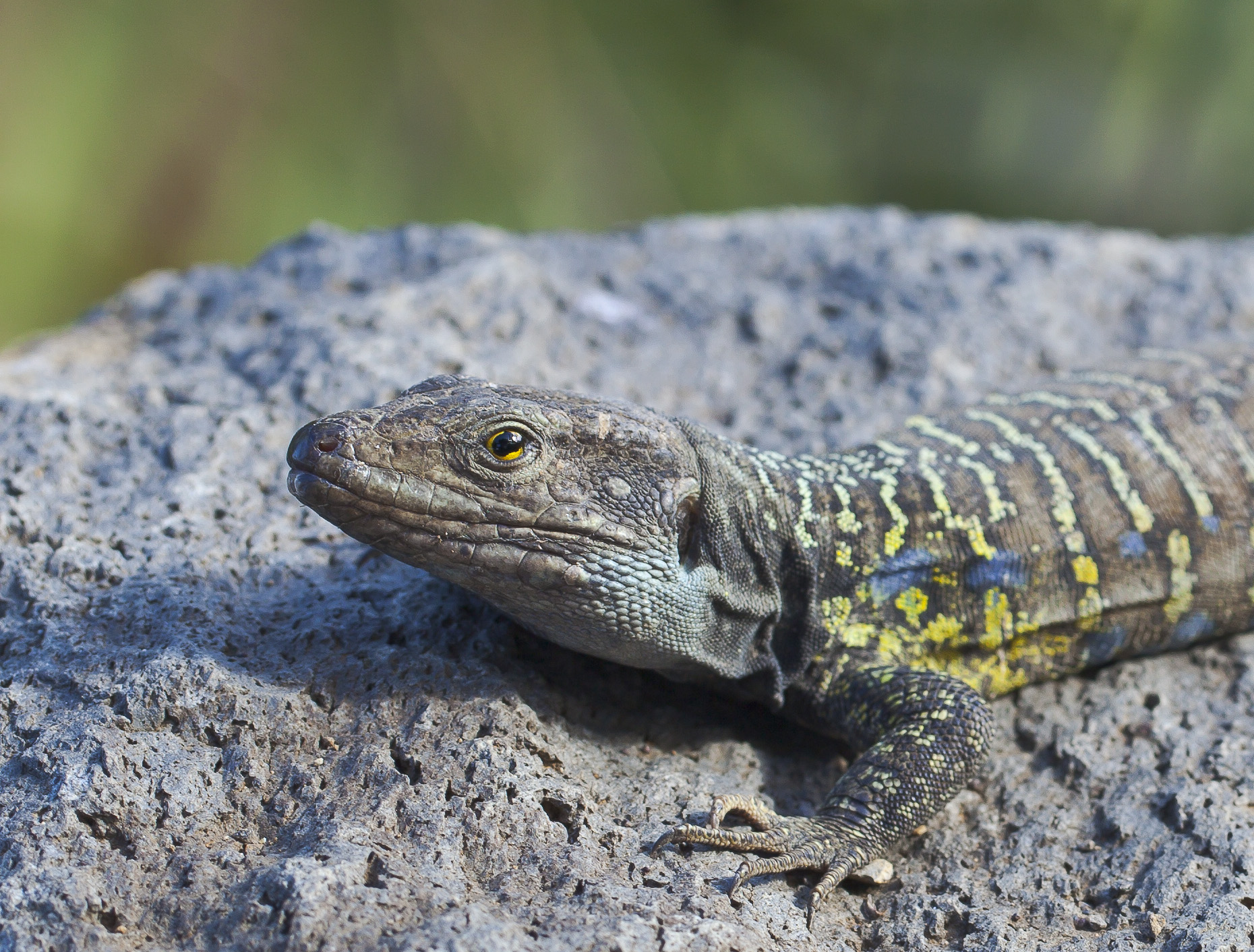
Detall del cap d'un exemplar de llangardaix negre.
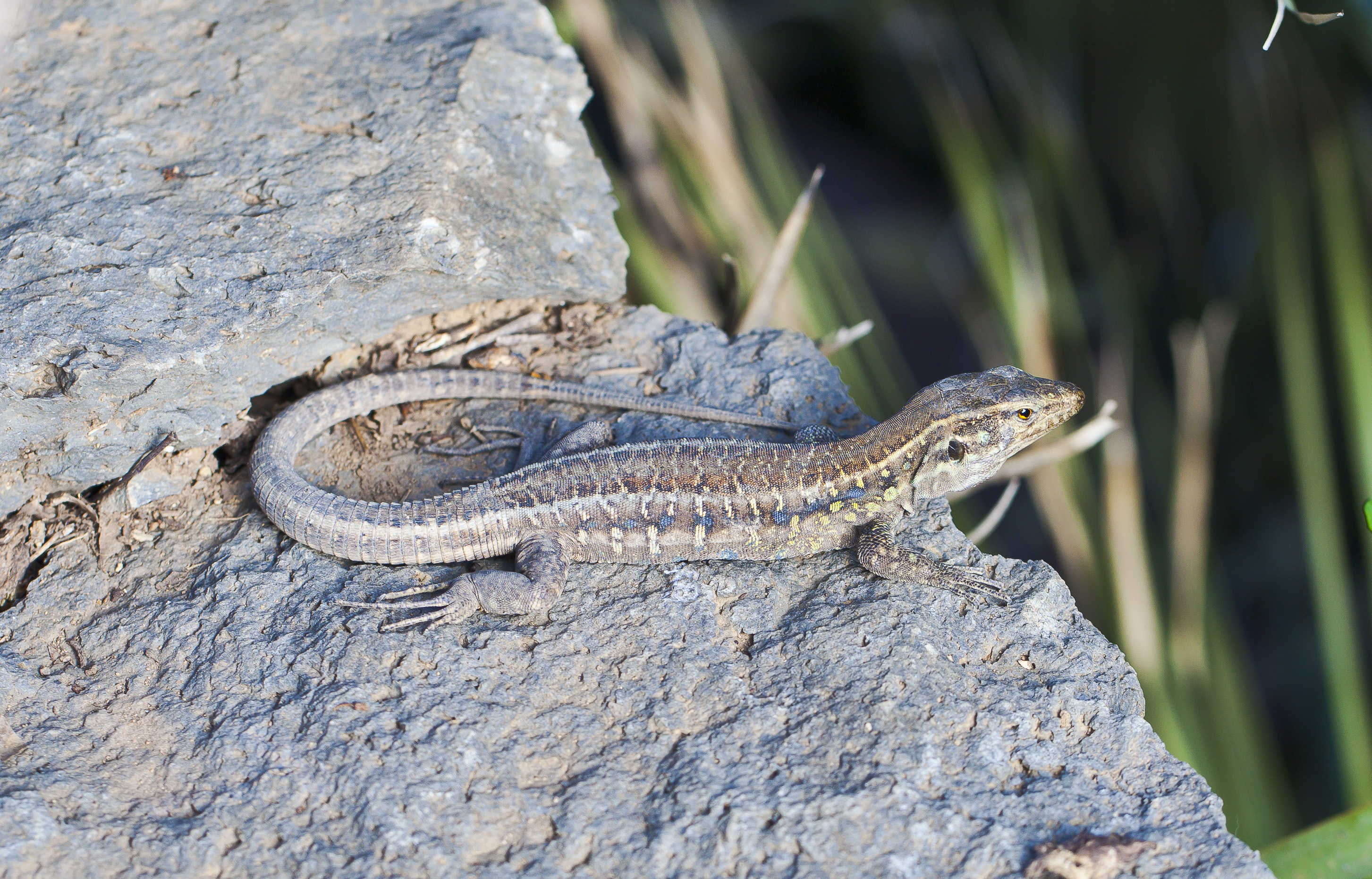
Vista superior.
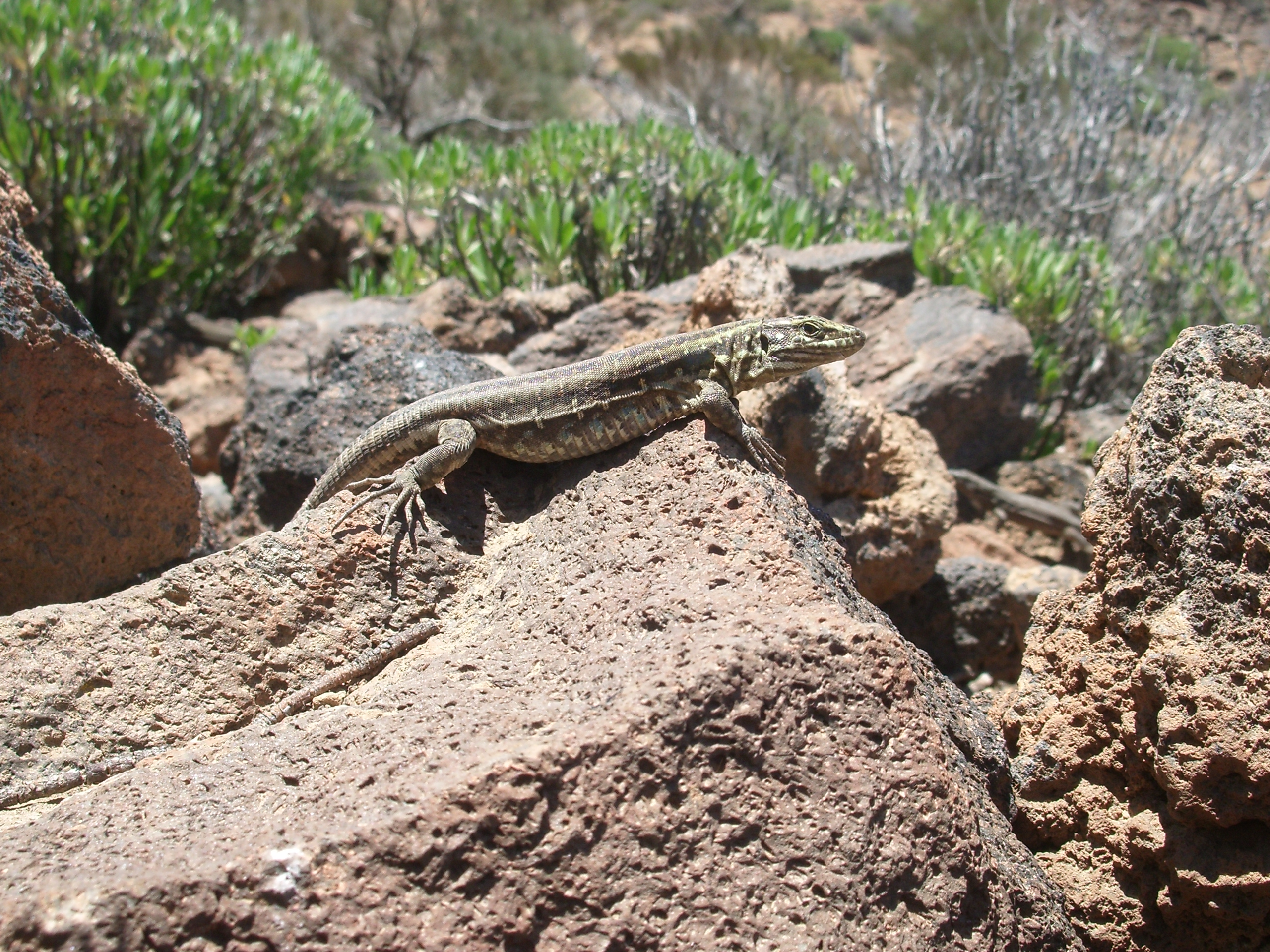
Femella de Gallotia galloti.
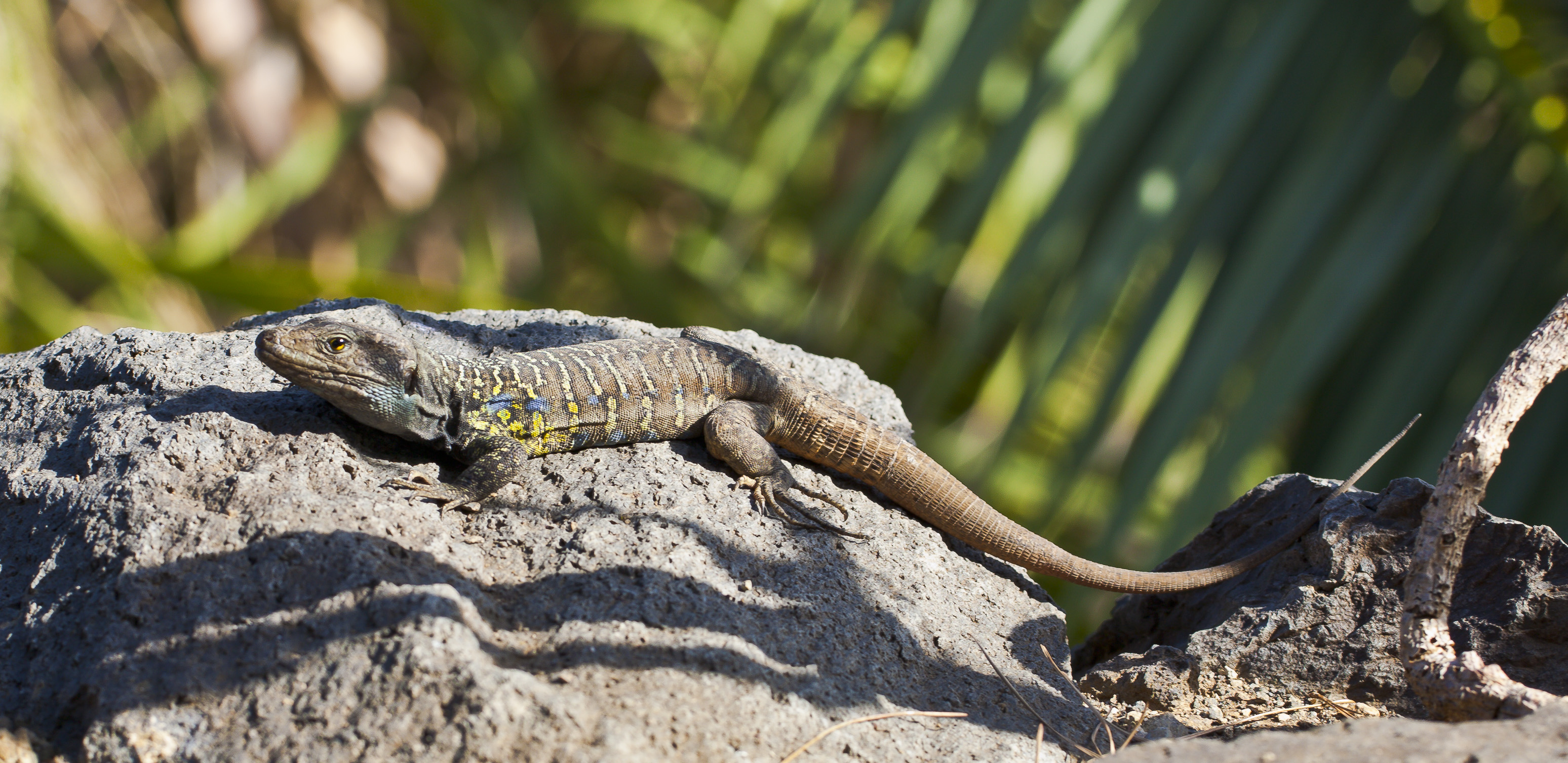
Mascle adult de G. galloti palmensis.
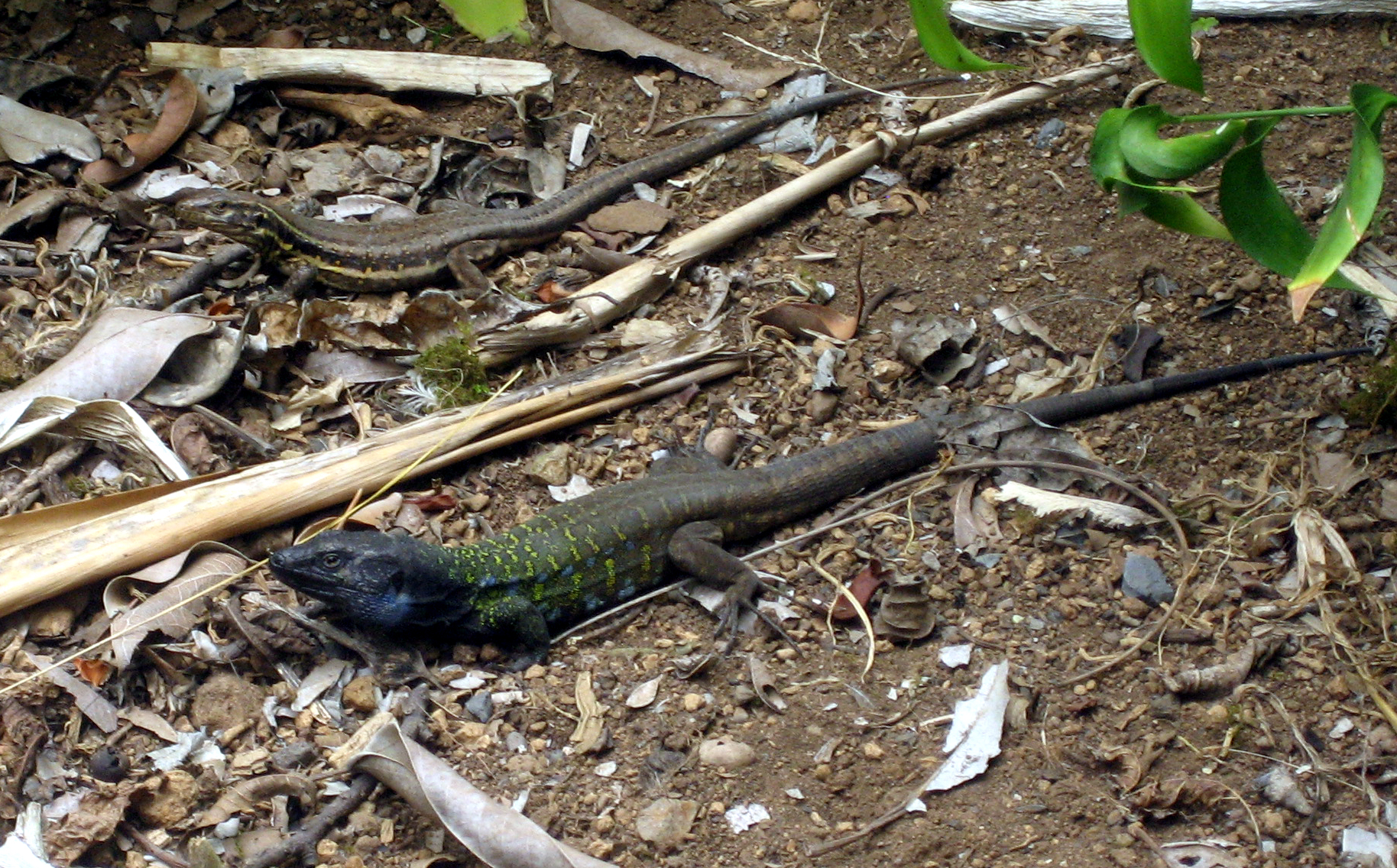
Parella de G. galloti eisentrauti.